# 豊後竹田駅
豊後竹田駅（ぶんごたけたえき）は、大分県竹田市大字会々にある、九州旅客鉄道（JR九州）豊肥本線の駅である。
竹田市の代表駅で全列車が停車し、竹田市の表玄関にもなっている。普通列車は三重町発宮地行き2本を除き当駅で運行系統が分断され、大分方面と熊本方面への列車は当駅で乗り換えとなる。大分方面の列車は比較的多いが、熊本方面の普通列車は1日に下り6本（うち1本豊後荻発）・上り5本のみの運転である。

## 歴史
開業当初の読みは「ぶんごたけだえき」と濁音だったが、これは地名の読みとは異なるものであり、1969年（昭和44年）に現在の読みに改められた。かつては駅弁が販売されていた時期もあった。

### 年表
- 1924年（大正13年）10月15日：鉄道省（後に日本国有鉄道）犬飼線が朝地駅から延伸した際の終着駅として開業[2][3]。
- 1925年（大正14年）11月30日：犬飼線が玉来駅まで延伸され、途中駅となる[2][3]。
- 1928年（昭和3年）12月2日：路線名改称に伴い、豊肥本線の駅となる[2]。
- 1951年（昭和26年）5月14日：列車の発着時に瀧廉太郎作曲の歌曲「荒城の月」を流し始める[6][7]。
- 1969年（昭和44年）10月1日：駅名の読みを「ぶんごたけだ」から「ぶんごたけた」に改める[5]。
- 1982年（昭和57年）11月15日：貨物取扱廃止[3]。
- 1985年（昭和60年）3月14日：荷物扱い廃止[3]。
- 1987年（昭和62年）4月1日：国鉄分割民営化により九州旅客鉄道が継承[3][8]。同時に駅舎を武家屋敷風に改修[注釈 1]。
- 1988年（昭和63年）7月19日：「荒城の月」を竹田市少年少女合唱団が歌う瀧廉太郎の原曲に変更[6][9]。
- 2012年（平成24年）3月14日 - ホーム改築[注釈 2]。
- 2024年（令和6年）3月 - 待合室と観光案内所の改修が完了[11]。発車メロディーを瀧廉太郎の「花」に変更（到着時の「荒城の月」は継続）[11]。

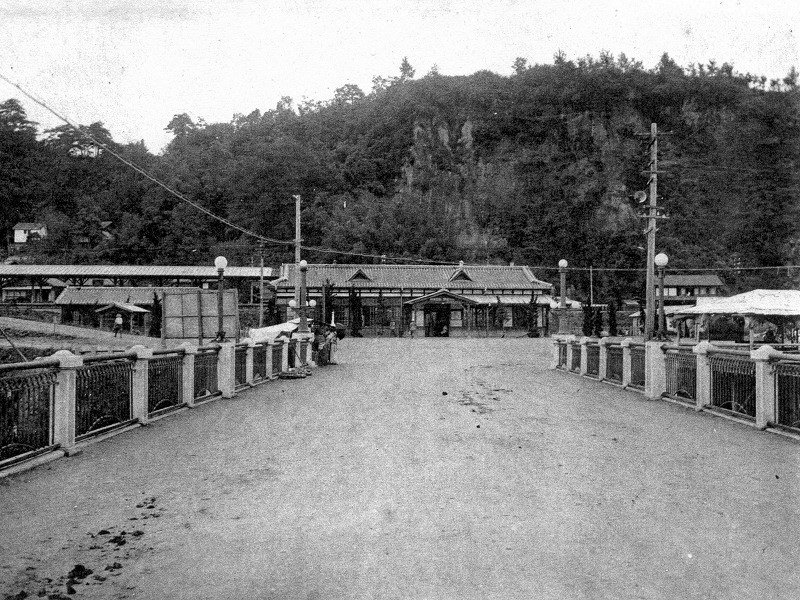
1928年以前の駅
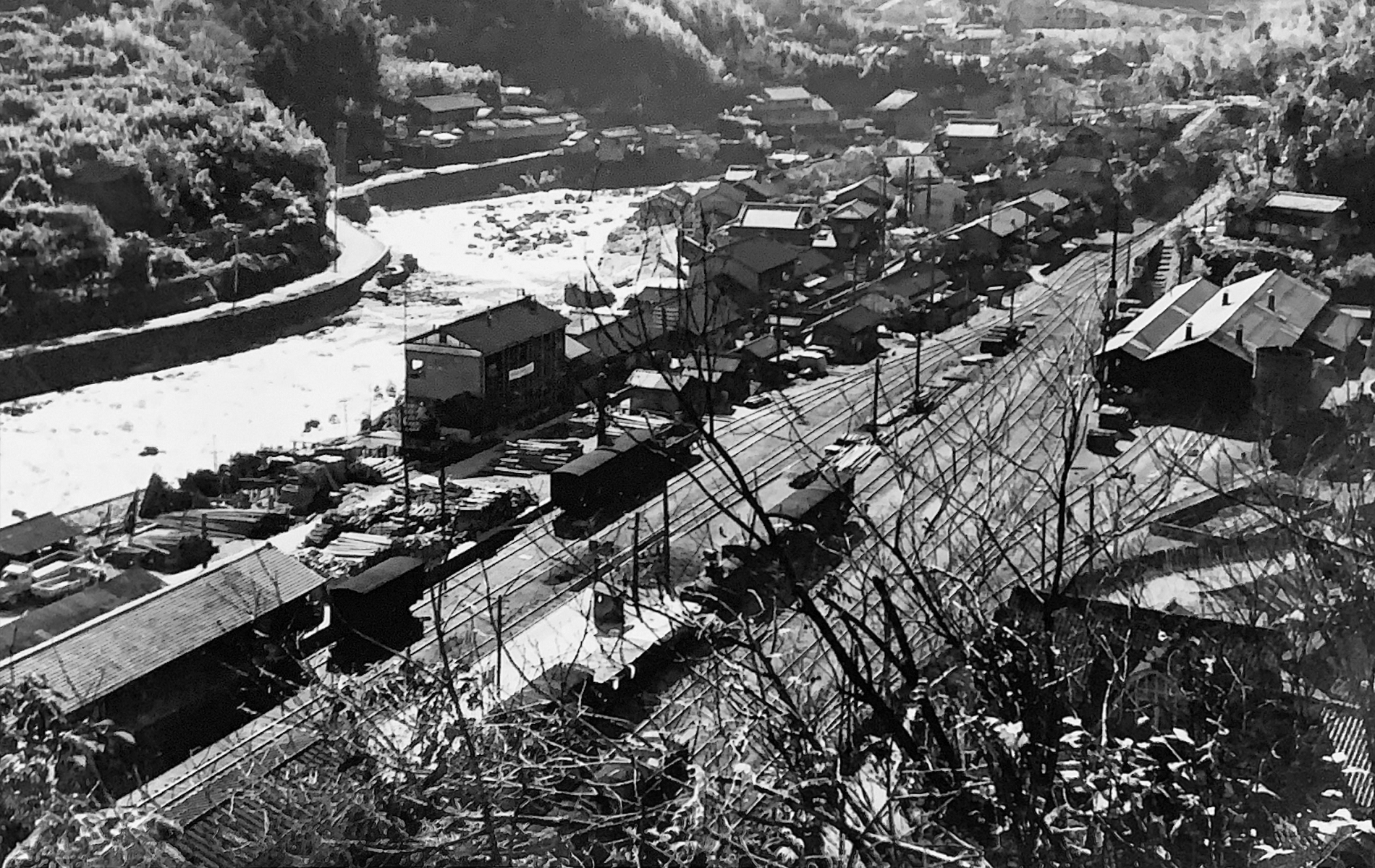
1950年頃の駅構内
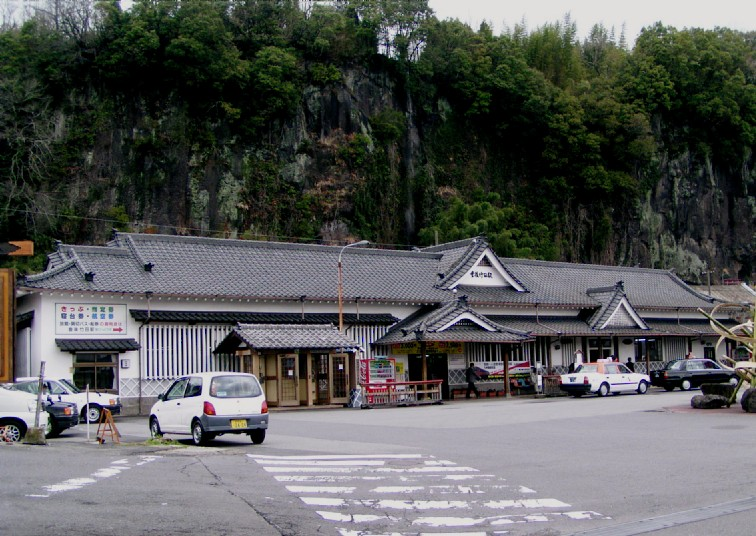
2005年の駅舎

### 荒城の月
1951年（昭和26年）、当時の竹田町民から寄贈されたレコードを使って、改札を担当する駅員が列車の発着時に瀧廉太郎作曲の歌曲「荒城の月」を流しており、現在の発車メロディ・接近メロディにあたるものとなっていた。当時は同じ瀧作曲の「菊」も流していた。川端康成が1953年（昭和28年）に発表した「波千鳥」や、内田百閒が同年に発表した「雷九州阿房列車」では、当駅で「荒城の月」の唱歌が流れることが登場している。
当初は山田耕筰が編曲したものが流されていたが、1987年（昭和62年）秋に当駅で曲を聞いた小沢昭一が竹田市長に「廉太郎ゆかりの地には原曲がふさわしい」と要請。これを受けた市は1988年（昭和63年）瀧廉太郎の原曲で、竹田市少年少女合唱団が歌ったものを作成、それを駅に依頼して流している。
なお、2024年3月から発車メロディーを瀧廉太郎の「花」としている（到着時の「荒城の月」は継続）。

## 駅構造

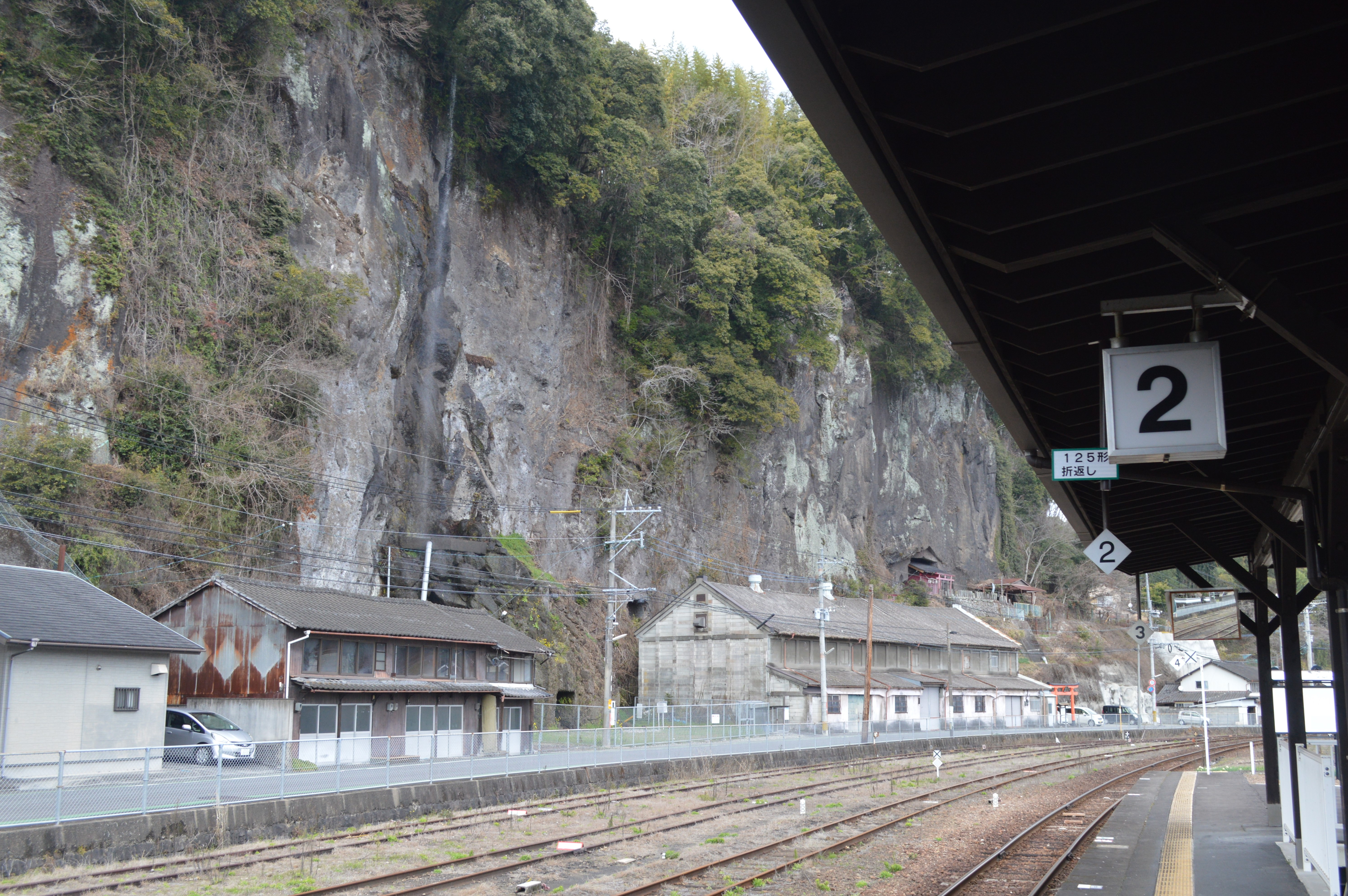
ホームから見る「落門の滝」

築堤上に島式ホーム1面2線を有する地上駅である。ホームは10両編成分あるが（未使用部分も含む）、臨時列車や回送列車以外では使用されることは無い。ホームの脇には夜間滞泊に使用される、車両留置用の側線が並んでいる。駅舎とは地下通路で連絡している。
駅舎は、瀧廉太郎作曲の歌曲「荒城の月」で有名な岡城にちなみ武家屋敷風にしたものとなっている。直営駅でみどりの窓口がある。
2024年（令和6年）1月から3月にかけての改修工事で竹田市によって駅構内の待合室と竹田市観光ツーリズム協会の観光案内所がリニューアルされた。また、この改修に合わせて竹田市観光ツーリズム協会の本部も竹田温泉花水月内から駅に移転した。
駅の横に駐車場と、乗務員宿泊所と通信機器室が併設されており、駅の奥には「竹田保線区」と呼ばれる保線基地がある。また、入れ換えのため構内の熊本方にはY字形の引き上げ線が設置されている。その他、駅裏に「落門の滝」という滝がありプラットホームからも望見される。

### のりば
| のりば | 路線      | 方向 | 行先                     |
| ------ | --------- | ---- | ------------------------ |
| 1・2   | ■豊肥本線 | 上り | 宮地・肥後大津・熊本方面 |
| 1・2   | ■豊肥本線 | 下り | 大分方面                 |

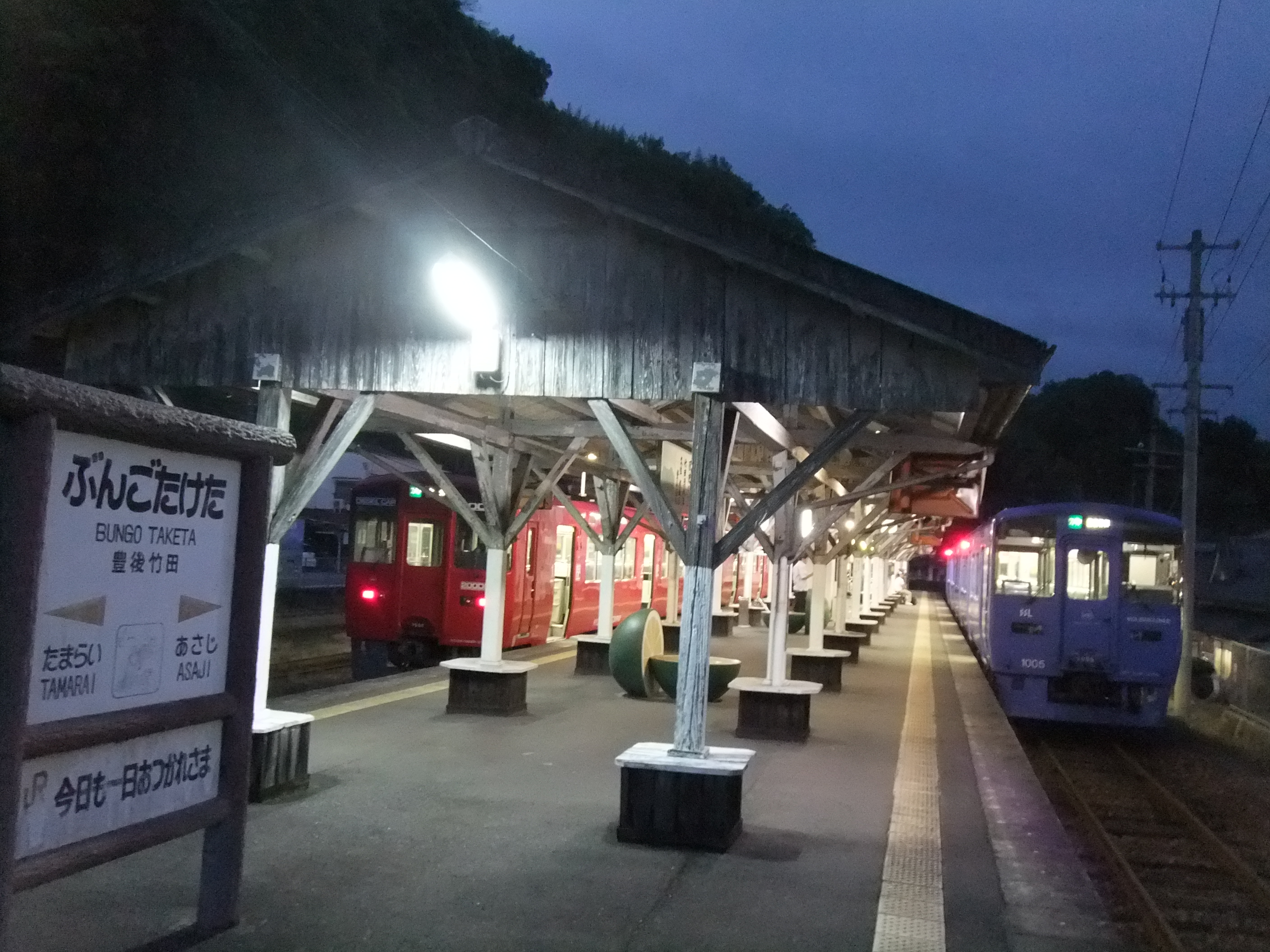
ホームの様子（2011年5月）
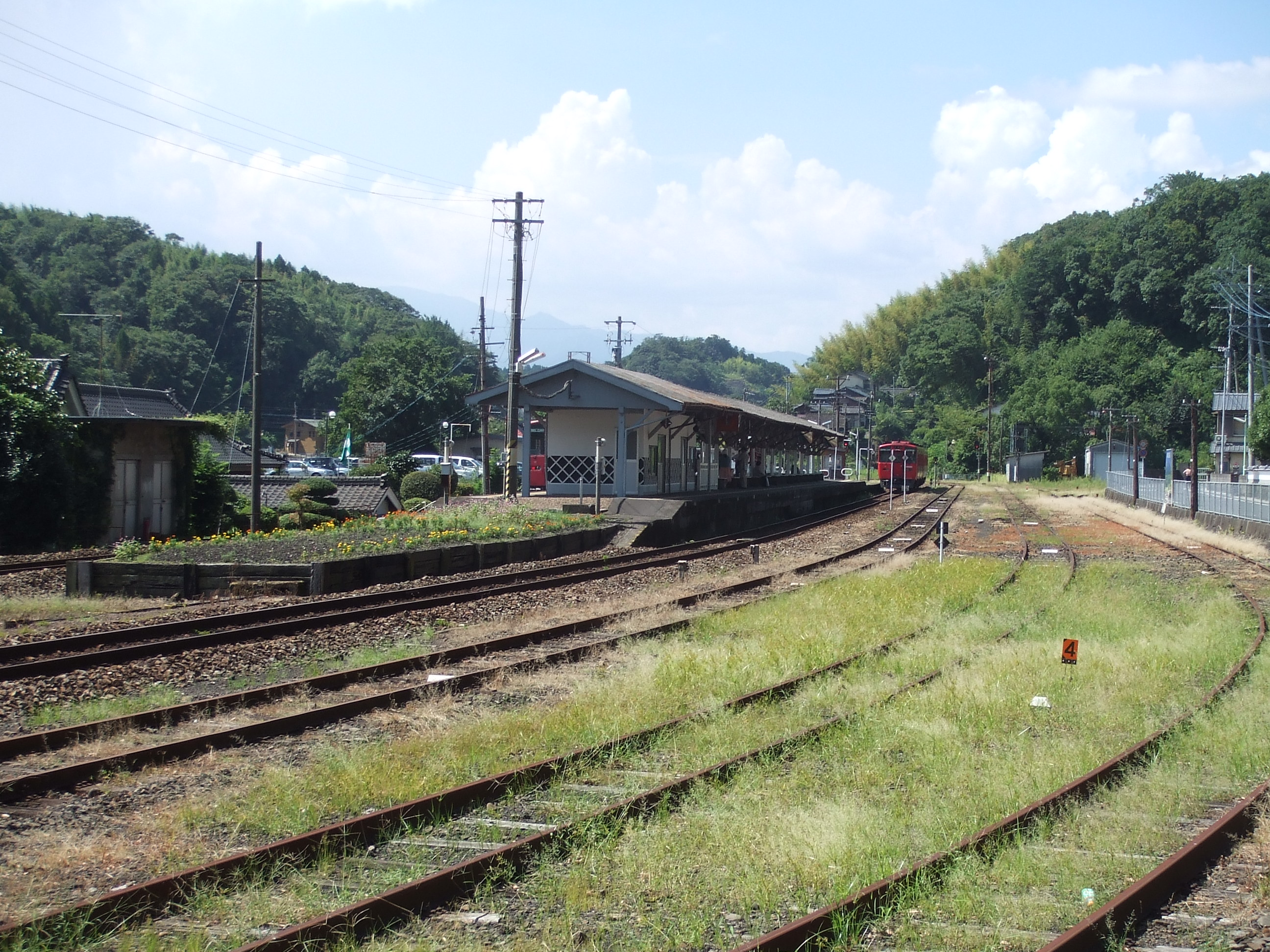
駅構内の様子（2007年8月）
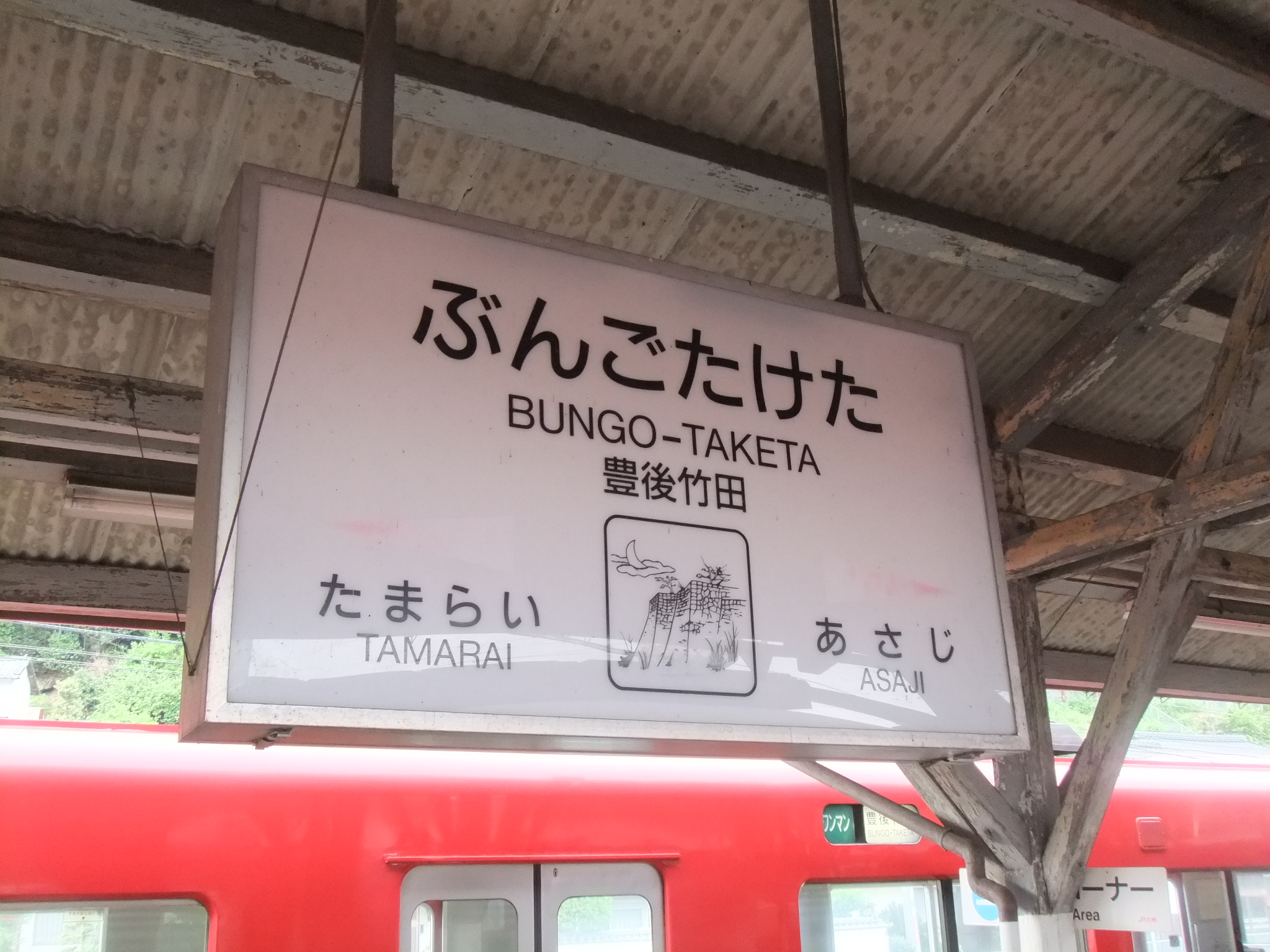
駅名標

## 利用状況
- 2023年度の1日平均乗車人員は327人（前年度比+24人）である[12]。
- 利用客は大分方面に通う高校生や専門学校生が多い。大分県立竹田高等学校の生徒も多く利用する。[独自研究?]

| 乗車人員推移 | 乗車人員推移 |
| 年度         | 1日平均人数  |
| ------------ | ------------ |
| 2000         | 528          |
| 2001         | 559          |
| 2002         | 540          |
| 2003         | 533          |
| 2004         | 495          |
| 2005         | 492          |
| 2006         | 467          |
| 2007         | 442          |
| 2008         | 415          |
| 2009         | 391          |
| 2010         | 411          |
| 2011         | 400          |
| 2012         | 399          |
| 2013         | 400          |
| 2014         | 364          |
| 2015         | 404          |
| 2016         | 375          |
| 2017         | 378          |
| 2018         | 375          |
| 2019         | 371          |
| 2020         | 341          |
| 2021         | 297          |
| 2022         | 303          |
| 2023         | 327          |

## 駅周辺
駅前には竹田市の中心市街地が広がっており、駅前を国道502号が横切っている。
- 竹田市役所
- 竹田市社会福祉センター
- 竹田直入教育会館
- 竹田市役所下木分庁舎
- 竹田駅前郵便局
- 竹田郵便局
- 竹田警察署竹田駅前交番
- 竹田市消防本部・竹田市消防署
- 大分県立竹田高等学校
- 竹田市立竹田中学校
- 竹田市立竹田小学校
- 竹田市立竹田保育所
- 国道502号
- 国道57号
- 国道442号
- 大分県道8号竹田五ヶ瀬線

### その他
- 竹田温泉
- 竹田合同タクシー
- 大正公園
- 西光寺
- 妙見寺
- 九州労働金庫竹田支店
- 岡城址 - 荒城の月
- 広瀬神社
- 長湯温泉
- 奥渓文庫

## バス路線
駅前に竹田駅前バス停があり、以下の路線バスが発着している。
大野竹田バス
- 田中線：扇森稲荷神社行き/道の駅おおの行き
- 長湯線：扇森稲荷神社行き/直入支所行き
- 梅の木線：扇森稲荷神社行き/梅の木行き
- やすらぎ交差点線：竹田営業所行き/やすらぎ交差点行き
- 甘橡線：竹田市役所行き/原山行き
- 岡城・原尻の滝線：市民病院行き

竹田市コミュニティバス
- 高伏 - 直入線：玉来行き/直入支所行き
- 岩本線・馬背野線：竹田市役所行き/豊後荻駅前行き
- 久保線：竹田営業所行き/久保行き
- 刈小野線：竹田営業所行き/刈小野行き
- 渡瀬線：竹田市役所行き/渡瀬行き
- 雉が平線：竹田営業所行き/雉が平行き

## 隣の駅
九州旅客鉄道（JR九州）
■豊肥本線
- 特急「九州横断特急」停車駅

■普通
朝地駅 - 豊後竹田駅 - 玉来駅